# Vicente Losada
Vicente Losada Torres es un físico español y profesor en la Escuela Técnica Superior de Ingeniería Informática de la Universidad de Sevilla. Su labor docente y de investigación se centra en el electromagnetismo, el estudio numérico y experimental de circuitos integrados de microondas y antenas de microondas en tecnología plana, así como en la instrumentación de microondas.

## Biografía
Losada Torres ha desarrollado su carrera académica en la Universidad de Sevilla, donde imparte clases de Física en la Escuela Técnica Superior de Ingeniería Informática.
Su investigación se centra en el electromagnetismo y las microondas. Ha publicado numerosos artículos en revistas especializadas y ha participado en congresos nacionales e internacionales. 
Losada ha sido presidente de la Sección Local de Sevilla de la Real Sociedad Española de Física y actualmente es vocal expresidente de dicha sección.